# Orașul Halloween 2: Răzbunarea lui Kalabar
Orașul Halloween 2: Răzbunarea lui Kalabar este un film original Disney Channel având premiera în 2001. Acest film a fost produs pentru sărbătoarea de Halloween și este al doilea film din seria Orașul Halloween.

## Rezumat
Marnie propune să petreacă un an cu bunica ei Aggie. Când ținea o petrecere de Halloween în cartier, Marnie încearcă să impresioneze un nou băiat drăguț, Cal, prin a-i arăta camera magică ascunsă. Cal profită de opurtunitate și fură cartea cu vrăji a lui Aggie.
Cât de curând Aggie observă niște simptone magice neașteptate. Ea și Marnie merg în Orașul Halloween investigând problema și rezolvând-o înainte să se deschidă un portal între Orașul Halloween și o lume mortală, deschis numai în acest oraș, aproape de miezul nopții. Ele descoperă că tot orașul era gri, iar locuitorii au fost transformați din monștrii în oameni. Victimele includ și pe prietenul elf al lui Marnie, Luke. Aggie face o „vrajă gri”.
Aggie caută o copie a cărții ei cu vrăji în casa ei din Orașul Halloween, dar lipsește iar ea devine disperată. Acolo, Luke a fost transformat înapoi în Elf. Grupul crede că această vrajă este temporară. Cei trei călătoresc la regele gunoiului, Gort, care strânge lucruri pierdute. El a fost de asemeni lovit de Vraja Gri și a vândut cartea cu vrăji lui Cal acum puțin timp. Din păcate, Aggie pică și ea în vrajă, iar toată lumea este trasă în casa omului gunoi. Marnie folosește călătoritul în timp iar întoarcerea vrăjii gri la Luke îi ajută să afle cum a fost atacat de vrajă. Portalul se închide, trăgând-o pe Marnie în Orașul Halloween.
Cal este acum la muncă făcând vrăji în lumea mortală cu o monstruoasă caricatură a Orașului Halloween. Sophie și Dylan realizează că Alex, tatăl lui Cal, era de fapt un monstru care voia să o distragă pe Gwen. Ca să o facă pe mama lor să creadă, Sophie creează o muscă. Alex, făcut din broaște, mănâncă musca și se termină vrăjit de furioasa Gwen.

## Producție
- Filmul era cunoscut sub alte două nume, "Orașul Halloween II" și "Întoarcea în Orașul Halloween". Acest nume a fost folosit în al patrulea film.
- În primul film, numele lui Calabar se scria Calabar, dar în filmul acesta numele este scris Kalabar cu toate că la sfârșitul filmului numele personajului este scris "Calabar".

## Actori
- Kimberly J. Brown - Marnie
- Debbie Reynolds - Aggie Cromwell
- Judith Hoag - Gwen
- Joey Zimmerman -Dylan
- Emily Roeske - Sophie
- Phillip Van Dyke - Luke
- Daniel Kountz - Cal
- Blu Mankuma - Gort
- Richard Side - Benny